# 莲花街道 (重庆市)
莲花街道是中华人民共和国重庆市巴南區下辖的一个街道办事处。
2020年1月17日，调整鱼洞街道管辖范围，增设莲花街道。

## 行政区划
莲花街道下辖以下村级行政区划单位：
万泉街社区、莲花社区、秦家院社区、花土湾社区、广益街社区、乌洋街社区、石洋街社区、东园社区、西园社区、南园社区、云篆山村、天明村、大中村、新华村。